# Ricardo Lewandowski
Henrique Ricardo Lewandowski (ur. 11 maja 1948 w Rio de Janeiro) – brazylijski prawnik pochodzenia polskiego, profesor, minister i prezydent Najwyższego Trybunału Federalnego Brazylii.

## Rys biograficzny
Absolwent Escola de Sociologia e Política de São Paulo w 1971, uzyskał bakalaureat na Faculdade de Direito de São Bernardo do Campo w 1973, magisterium w 1980 i tytuł doktora w 1982 na Wydziale Prawa na Universidade de São Paulo, gdzie w 1978 otrzymał posadę wykładowcy i gdzie pracuje do dzisiaj, obecnie na stanowisku profesora w niepełnym wymiarze godzin. Uzyskał też w 1981 tytuł magistra w dziedzinie stosunków międzynarodowych w amerykańskiej Fletcher School of Law and Diplomacy zarządzanej przy współpracy z Harvard University. Tytuł naukowy profesora uzyskał w 2003.
W latach 1990–1997 był sędzią jurysdykcji karnej w São Paulo. Od 1993 do 1995 pełnił funkcję wiceprezesa Stowarzyszenia Sędziów Brazylii. W latach 1997–2006 był sędzią Trybunału Sprawiedliwości w São Paulo. Od 2006 minister Najwyższego Trybunału Federalnego, od 2012 jego wiceprezydent, a od 2014 – prezydent.

## Odznaczenia
Na rok 2020 m.in.:
- Wielki Oficer Orderu Zasługi Lotniczej (2006)
- Krzyż Wielki Orderu Zasługi Ministerstwa Prokuratury Wojskowej (2006)
- Krzyż Wielki Orderu Zasługi Sądownictwa Pracy (2006)
- Krzyż Wielki Orderu Ipirangi (2006)
- Krzyż Wielki Orderu Zasługi Sądownictwa Wojskowego (2007)
- Wielki Oficer Orderu Zasługi Wojskowej (2007)
- Wielki Oficer Orderu Rio Branco (2007)
- Wielki Oficer Orderu Zasługi Marynarki Wojennej (2007)
- Łańcuch Orderu Zasługi dla Sądownictwa Rio de Janeiro (2007)
- Medal Rozjemcy (2009)
- Krzyż Wielki Orderu Kongresu Narodowego (2012)
- Krzyż Wielki Orderu Rio Branco (2013)
- Krzyż Wielki Orderu Zasługi Obronnej (2015)
- Medal Zasługi Farroupilha (2015)
- Wielki Łańcuch Medalu Konspiracji (Minas Gerais, 2015)[2]
- Krzyż Wielki Orderu Zasługi Komunikacyjnej (2016)
- Medal Zasługi Santosa Dumonta (2016)

## Doktoratyhonoris causa
- Universidade do Estado de Roraima (2015)
- Universidade do Estado do Amazonas (2015)
- Faculdade Católica de Rondônia (2015)

## Publikacje
- Proteção dos Direitos Humanos na Ordem Interna e Internacional. Rio de Janeiro: Forense, 1984.
- Pressupostos Materiais e Formais da Intervenção Federal no Brasil. São Paulo: Ed. Revista dos Tribunais, 1994.
- Direito Comunitário e Jurisdição Supranacional: o papel do juiz no processo de integração regional (ed.). São Paulo: Ed. Juarez de Oliveira, 2000.
- Globalização, Regionalização e Soberania. São Paulo: Juarez de Oliveira, 2004.
- A influência de Dalmo Dallari nas decisões dos tribunais (ed.). São Paulo: Saraiva, 2011.